# Rosa webbiana
Rosa webbiana är en rosväxtart som beskrevs av Nathaniel Wallich. Rosa webbiana ingår i släktet rosor, och familjen rosväxter. Inga underarter finns listade i Catalogue of Life.

## Bildgalleri

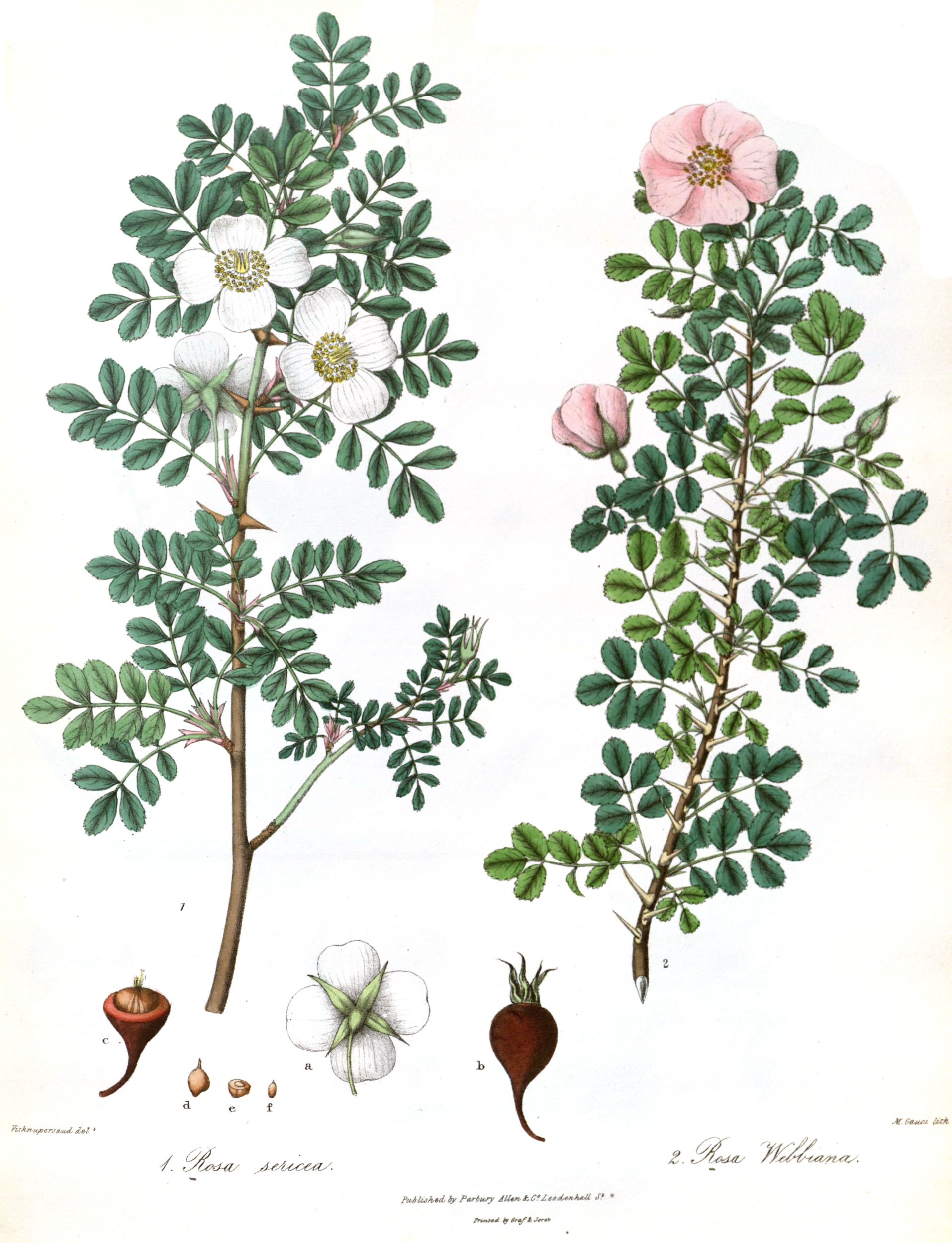